# 徒单绎
徒单绎（?—?），金朝大臣。本名术辈，籍贯上京（今黑龙江省哈尔滨市阿城区）按出虎达阿（阿勒楚喀达）。
徒单绎通曉诸国语，娶金熙宗之女沈国公主。开始充当符宝祗侯，转任御院通进，授符宝郎。出任宣德州刺史、泰安州刺史、淄州刺史，他治理百姓清廉正直，改同知广宁府事。大定二十六年（1186年），授同知济南府事。大定二十七年（1187年），转任棣州防御使，以政绩闻名，升临海军节度使。在官任上去世。

## 延伸阅读
[在维基数据编辑]
 《金史·卷120》，出自脱脱《遼史》